# Галатин (Тексас)
Галатин (енгл. Gallatin) град је у америчкој савезној држави Тексас. По попису становништва из 2010. у њему је живело 419 становника.

## Демографија
Према попису становништва из 2010. у граду је живело 419 становника, што је 41 (10,8%) становника више него 2000. године.
| Група             | 2000.       | 2010.       |
| Белци             | 349 (92,3%) | 367 (87,6%) |
| Афроамериканци    | 8 (2,1%)    | 10 (2,4%)   |
| Азијати           | 3 (0,8%)    | 3 (0,7%)    |
| Хиспаноамериканци | 17 (4,5%)   | 28 (6,7%)   |
| Укупно            | 378         | 419         |